# Шивачице
Шивачице (лат. Cisticolidae) су породица птица певачица, која се дели на 28 родова са 160 врста. Од којих већина насељава топлије јужне крајеве Старог света. У прошлости су сврставане у породицу грмуша (Sylviidae).
Породица највероватније потиче из Африке, у којој живи већина врста, али представници ове породице присутни су широм тропске Азије и Аустралазије, док је једна врста, шивачица (Cisticola juncidis), присутна у Европи.
Шивачице су по правилу веома мале птице, смеђег или сивог перја, које насељавају отворена пространства, као што су травњаци и жбуњаци. Већи део живота проводе у стаништима са густом и високом вегетацијом и обично их је тешко приметити. Многе врсте су сличног изгледа, тако да је песма обично најбољи начин за разликовање врста. Главни плен шивачица су инсекти, а гнезде се ниско у вегетацији.

## Таксономија
Породицу је описао и именовао 1872. шведски зоолог Карл Јакоб Сундевал, под именом Cisticolinae (са статусом потпородице).
Неки аутори смештају врсте Heliolais erythropterus (или Prinia erythroptera) и Urorhipis rufifrons (или Prinia rufifrons) у род Prinia, пре него у сопствене монотипичне родове Heliolais и Urorhipis.
Резултати молекуларне филогенетске студије спроведене 2013. указују на блиску сродност ове две врсте са осталим врстама рода Prinia.

### Класификација
Породица садржи 160 врста сврстаних у 28 родова:
- Род Neomixis − род је базални представник породице Cisticolidae[9]
  - Neomixis striatigula
  - Neomixis tenella
  - Neomixis viridis
- Род Cisticola
  - Cisticola erythrops
  - Cisticola cantans
  - Cisticola lateralis
  - Cisticola woosnami
  - Cisticola anonymus
  - Cisticola bulliens
  - Cisticola chubbi
  - Cisticola hunteri
  - Cisticola nigriloris
  - Cisticola aberrans
  - Cisticola chiniana
  - Cisticola bodessa
  - Cisticola njombe
  - Cisticola cinereolus
  - Cisticola restrictus
  - Cisticola rufilatus
  - Cisticola subruficapilla
  - Cisticola lais
  - Cisticola distinctus − у неким изворима подврста врсте Cisticola lais[10]
  - Cisticola galactotes
  - Cisticola marginatus
  - Cisticola haematocephalus
  - Cisticola lugubris
  - Cisticola luapula
  - Cisticola pipiens
  - Cisticola carruthersi
  - Cisticola tinniens
  - Cisticola robustus
  - Cisticola aberdare
  - Cisticola natalensis
  - Cisticola ruficeps
  - Cisticola guinea - раније C. dorsti или подврста врсте C. ruficeps
  - Cisticola nana
  - Cisticola brachypterus
  - Cisticola rufus
  - Cisticola troglodytes
  - Cisticola fulvicapilla
  - Cisticola angusticauda
  - Cisticola melanurus
  - Cisticola juncidis
  - Cisticola haesitatus
  - Cisticola cherina
  - Cisticola aridulus
  - Cisticola textrix
  - Cisticola eximius
  - Cisticola dambo
  - Cisticola brunnescens
  - Cisticola cinnamomeus
  - Cisticola ayresii
  - Cisticola exilis
- Род Incana
  - Incana incanus
- Род Prinia
  - Prinia crinigera
  - Prinia polychroa
  - Prinia atrogularis
  - Prinia superciliaris
  - Prinia cinereocapilla
  - Prinia buchanani
  - Prinia rufescens
  - Prinia hodgsonii
  - Prinia gracilis
  - Prinia sylvatica
  - Prinia familiaris
  - Prinia flaviventris
  - Prinia socialis
  - Prinia subflava
  - Prinia inornata
  - Prinia somalica
  - Prinia fluviatilis
  - Prinia flavicans
  - Prinia maculosa
  - Prinia hypoxantha
  - Prinia molleri
  - Prinia bairdii
  - Prinia melanops
- Род Schistolais
  - Schistolais leucopogon
  - Schistolais leontica
- Род Phragmacia
  - Phragmacia substriata
- Род Oreophilais
  - Oreophilais robertsi
- Род Heliolais
  - Heliolais erythropterus − неки извори је смештају у род Prinia[5]
- Род Micromacronus
  - Micromacronus leytensis
  - Micromacronus sordidus
- Род Urolais
  - Urolais epichlora
- Род Oreolais – врсте премештене из рода Apalis[11]
  - Oreolais pulcher
  - Oreolais ruwenzorii
- Род Drymocichla
  - Drymocichla incana
- Род Spiloptila
  - Spiloptila clamans
- Род Phyllolais
  - Phyllolais pulchella
- Род Apalis
  - Apalis thoracica
  - Apalis fuscigularis
  - Apalis lynesi
  - Apalis flavigularis
  - Apalis ruddi
  - Apalis flavida
  - Apalis binotata
  - Apalis personata
  - Apalis jacksoni
  - Apalis chariessa
  - Apalis nigriceps
  - Apalis melanocephala
  - Apalis chirindensis
  - Apalis porphyrolaema
  - Apalis kaboboensis
  - Apalis chapini
  - Apalis sharpii
  - Apalis rufogularis
  - Apalis argentea
  - Apalis karamojae
  - Apalis bamendae
  - Apalis goslingi
  - Apalis cinerea
  - Apalis alticola
- Род Urorhipis
  - Urorhipis rufifrons − неки извори је смештају у род Prinia[6]
- Род Malcorus
  - Malcorus pectoralis
- Род Hypergerus
  - Hypergerus atriceps
- Род Eminia
  - Eminia lepida
- Род Camaroptera
  - Camaroptera brachyura
  - Camaroptera brevicaudata
  - Camaroptera harterti
  - Camaroptera superciliaris
  - Camaroptera chloronota
- Род Calamonastes
  - Calamonastes simplex
  - Calamonastes undosus
  - Calamonastes stierlingi
  - Calamonastes fasciolatus
- Род Euryptila
  - Euryptila subcinnamomea
- Род Bathmocercus
  - Bathmocercus cerviniventris
  - Bathmocercus rufus
- Род Scepomycter - неки извори врсте рода смештају у род Bathmocercus
  - Scepomycter winifredae
  - Scepomycter rubehoensis
- Род Orthotomus
  - Orthotomus sutorius
  - Orthotomus atrogularis
  - Orthotomus chaktomuk
  - Orthotomus castaneiceps
  - Orthotomus chloronotus
  - Orthotomus frontalis
  - Orthotomus derbianus
  - Orthotomus sericeus
  - Orthotomus ruficeps
  - Orthotomus sepium
  - Orthotomus cinereiceps
  - Orthotomus nigriceps
  - Orthotomus samarensis
- Род Artisornis
  - Artisornis moreaui
  - Artisornis metopias
- Род Poliolais
  - Poliolais lopezi
- Род Eremomela[12]
  - Eremomela icteropygialis
  - Eremomela salvadorii
  - Eremomela flavicrissalis
  - Eremomela pusilla
  - Eremomela canescens
  - Eremomela scotops
  - Eremomela gregalis
  - Eremomela usticollis
  - Eremomela badiceps
  - Eremomela turneri
  - Eremomela atricollis